# Edward Sweeting
Edward W. Sweeting – amerykański strzelec, medalista mistrzostw świata.
W 1913 roku był rzemieślnikiem w 16 Pułku Piechoty w Pensylwanii. Związany z miastem Warren. Zwycięzca krajowych zawodów karabinowych.
Sweeting raz zdobył medal mistrzostw świata. Na zawodach rozegranych w 1913 roku uplasował się na najniższym stopniu podium w karabinie dowolnym w trzech postawach z 300 m drużynowo (skład zespołu: Ernest Eddy, Frederick Heidenreich, John Kneubel, Cedric Long, Edward Sweeting). Jego wynik był trzecim rezultatem w amerykańskiej reprezentacji.

## Medale mistrzostw świata
Opracowano na podstawie materiałów źródłowych:
| Mistrzostwa     | Konkurencja                                     | Wynik                                         | Miejsce |
| --------------- | ----------------------------------------------- | --------------------------------------------- | ------- |
| Camp Perry 1913 | Karabin dowolny, trzy postawy, 300 m, drużynowo | 4578 pkt. (druż.) 913 pkt. ind. (343–300–270) |         |